# Aire d'attraction de Chaulnes
L'aire d'attraction de Chaulnes est un zonage d'étude défini par l'Insee pour caractériser l’influence de la commune de Chaulnes sur les communes environnantes.

### Carte

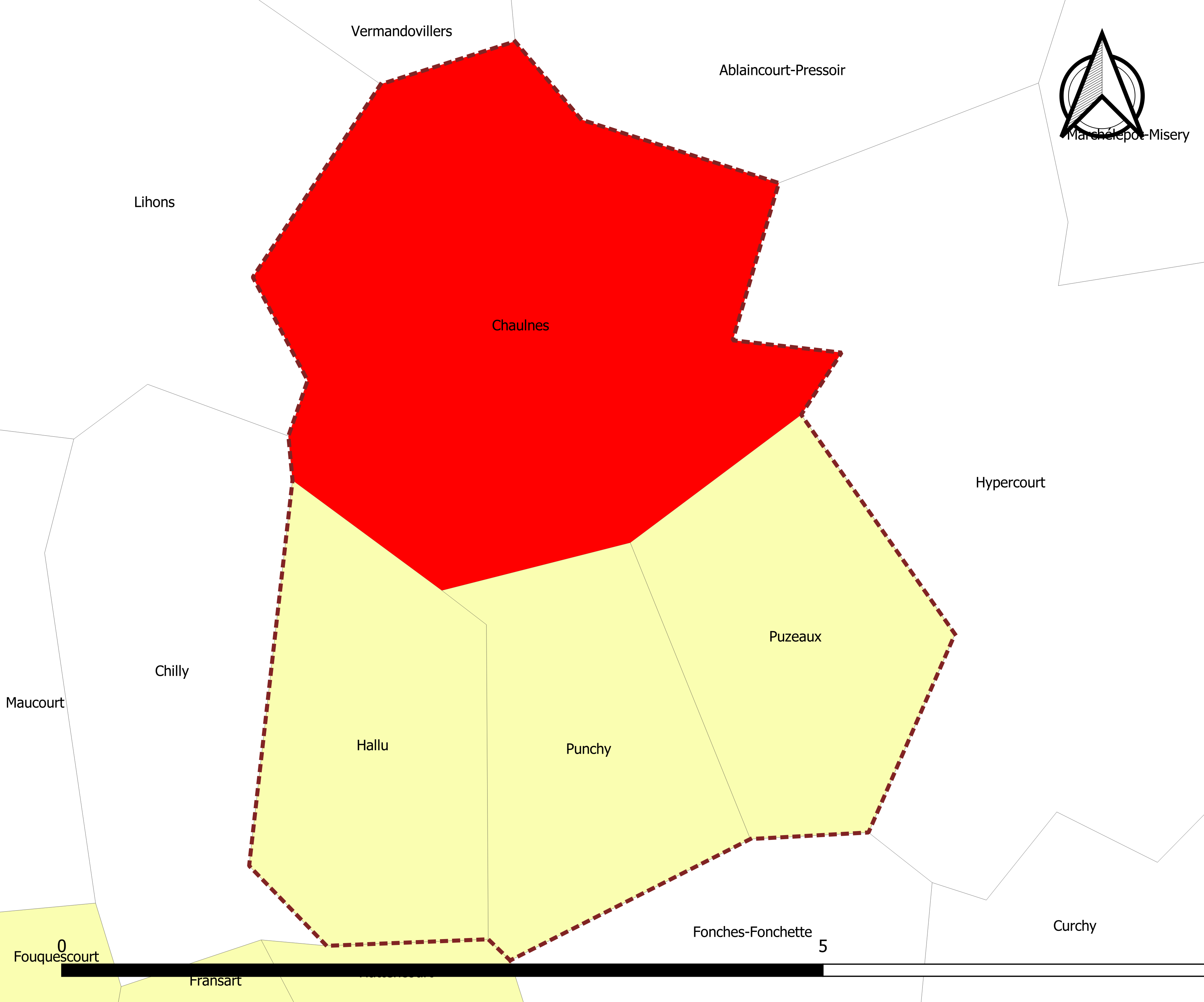
Carte de l'aire d'attraction de Chaulnes.
Commune-centre
Commune de la couronne

## Définition
L'aire d'attraction d'une ville est composée d’un pôle, défini à partir de critères de population et d’emploi ainsi que d’une couronne constituée des communes dont au moins 15 % des actifs travaillent dans le pôle. Le pôle d’attraction constitue ainsi un point de convergence des déplacements domicile-travail,.

## Géographie
L’aire d'attraction de Chaulnes est une aire intra-départementale qui comporte 4 communes dans la Somme. 

### Composition communale
| Nom                       | Code Insee | Département | Statut                 | Superficie (km2) | Population (dernière pop. légale) | Densité (hab./km2) | Modifier                                    |
| ------------------------- | ---------- | ----------- | ---------------------- | ---------------- | --------------------------------- | ------------------ | ------------------------------------------- |
| Chaulnes (commune-centre) | 80186      | Somme       | commune-centre         | 8,46             | 1 983 (2022)                      | 234                | modifier les données · modifier les données |
| Hallu                     | 80409      | Somme       | commune de la couronne | 3,85             | 140 (2022)                        | 36                 | modifier les données · modifier les données |
| Punchy                    | 80646      | Somme       | commune de la couronne | 3,04             | 79 (2022)                         | 26                 | modifier les données · modifier les données |
| Puzeaux                   | 80647      | Somme       | commune de la couronne | 3,75             | 279 (2022)                        | 74                 | modifier les données · modifier les données |

## Démographie
Cette aire est catégorisée dans les aires de moins de 50 000 habitants, une catégorie qui regroupe 12,2 % de la population au niveau national,.